# Пизда материна
Пизда материна је четврти студијски албум загребачке музичке групе Бркови.